# یک داستان کنتربری
یک داستان کانتربوری (به انگلیسی: A Canterbury Tale) فیلمی بریتانیایی به کارگردانی مایکل پاول با بازی اریک پورتمن محصول سال ۱۹۴۴ است.